# 浅野学園短期大学
浅野学園短期大学（あさのがくえんたんきだいがく）は、神奈川県横浜市神奈川区子安台において1950年に設置計画のあった日本の私立短期大学である。

## 概要
- 神奈川県横浜市神奈川区に設置される予定のあった日本の私立短期大学で、設置主体は財団法人浅野学園。
- 浅野總一郎により1929年に開校した混凝土専修学校を源流とし、1940年に浅野高等工学校と改称される[注 2]。
- 1949年10月、同校を母体に文部省[注釈 2]に短期大学の設置認可に関する申請を行う[注 3]。
- 当初は学科数1、入学定員70名体制で1950年の開学を目指していた[3]ものの不認可となりその後も再申請されることもないままに終わった。

## 設置予定の学科
- コンクリート工学科 入学定員70名[3]